# Arrowhead Stadium
 (mai 2018).
Si vous disposez d'ouvrages ou d'articles de référence ou si vous connaissez des sites web de qualité traitant du thème abordé ici, merci de compléter l'article en donnant les références utiles à sa vérifiabilité et en les liant à la section « Notes et références ».
Le Arrowhead Stadium (surnommé The Red Sea ou simplement Arrowhead) est un stade de football américain et de soccer situé dans le Truman Sports Complex, près du Kauffman Stadium, dans la ville de Kansas City au Missouri.
Depuis 1972, c'est le domicile des Chiefs de Kansas City, une équipe de football américain évoluant dans la division ouest de la American Football Conference en National Football League. De 1996 à 2007, les Kansas City Wizards de la Major League Soccer partageaient la pelouse avec les Chiefs. Le stade a une capacité de 77 000 places dont 10 199 sièges de club et 80 suites de luxe puis il dispose d'environ 26 000 places de stationnement dans les alentours. Les supporters attribuent de temps en temps au stade le surnom de "The Red Sea" (La Mer Rouge), à cause de la couleur de ses sièges et des Chiefs de Kansas City.

## Histoire
Après trois ans à Dallas sous le nom de Dallas Texans, le propriétaire de la franchise, Lamar Hunt, a déplacé son équipe à Kansas City en 1963 et l'a renommé Chiefs de Kansas City. Pendant presque une décennie les Chiefs ont partagé le vétuste Municipal Stadium avec les Royals de Kansas City et les Athletics de Kansas City de la Ligue majeure de baseball. Dans le milieu des années 1960, les dirigeants avaient projeté d'édifier un stade omnisports, mais l'idée fut annulée.
Le 15 janvier 1967, les Chiefs ont joué dans le premier Super Bowl (I). En octobre, Charlie Finley (en) a finalement obtenu l'approbation de déplacer les Athletics de Kansas City vers Oakland en Californie et à déménager du vétuste Municipal Stadium. La ville de Kansas City était incapable de trouver un emplacement approprié pour un nouveau stade mais le Comté de Jackson est intervenu et a offert un terrain dans la banlieue Est de la ville près de l'échangeur entre l'Interstate 70 et l'Interstate 435.
En 1967, les électeurs ont approuvé le financement d'un projet visant à construire deux stades (idée de Charles Deaton et Jack Steadman) à l'est de la ville. Les travaux commencèrent en 1968 et la firme architecturale Kivett et Myers fut choisie pour la conception. Cependant, l'élaboration d'un toit rétractable fut annulé en raison du retard sur le programme. Après plus de trois ans de chantier, le bâtiment fut accompli pour le début de la saison 1972 et les Chiefs de Kansas City ont inauguré l'enceinte le 12 août 1972 contre les Cardinals de Saint-Louis. Le coût de construction du Arrowhead Stadium s'éleva à environ 43 millions de dollars.
Le 20 janvier 1974, le stade a accueilli le Pro Bowl. En raison d'une tempête de neige et des températures froides de la semaine précédant le jeu, les participants se sont entraînés dans les installations des Chargers de San Diego. Le jour du match, la température a monté en flèche, faisant fondre la glace et la neige accumulée au cours de la semaine. La American Football Conference a vaincu la National Football Conference par un score de 15-13.
Aujourd'hui, après plus de trois décennies d'existence, il reste l'un des plus prestigieux stades de la National Football League. Son record d'affluence fut de 82 094 spectateurs, le 5 novembre 1972, lors du match opposant les Raiders d'Oakland aux Chiefs de Kansas City. Le Border Showdown 2007 entre les Jayhawks du Kansas et Tigers du Missouri fut la deuxième plus importante affluence dans l'histoire du stade avec 80 537 spectateurs, les Tigres gagnèrent 36-28.

### Avenir
Le 4 avril 2006, les électeurs du comté de Jackson ont approuvé une augmentation de taxe pour récolter 850 millions de dollars afin de rénover le Arrowhead Stadium et le Kauffman Stadium. Cependant les électeurs ont rejeté une hausse de la taxe pour que 170 millions de dollars servent à placer un toit à roulement sur le stade.
Ils ont ratifié la première question sur le vote (une taxe de vente de 3/8 cent pour aider à restaurer les deux stades) avec 53 %. Ainsi puisque le plan du toit à roulement n'a pas passé, Kansas City a choisi de retirer sa demande pour accueillir le Super Bowl XLIX en 2015.
Le projet de rénovation de 375 millions de dollars a été achevé en 2010.
Le stade subira de nouvelles rénovations mineures à partir de 2025 en vue de la Coupe du Monde de Football 2026 se déroulant aux États-Unis. 

### Nommage
Le 4 mars 2021, les Kansas City Chiefs ont conclu un accord de nommage avec la société GEHA pour une durée de 10 ans. Le stade est officiellement nommé GEHA Field at Arrowhead Stadium.

### Amputations de spectateurs
Le 14 janvier 2024, un match opposant les Chiefs aux Dolphins de Miami se déroule dans le stade par −20 °C (avec un ressenti atteignant les −33 °C), provoquant des engelures chez plusieurs spectateurs, dont certains doivent finalement être amputés des doigts ou des orteils.

## Description
Le Arrowhead Stadium possède plus de 70 000 sièges rouges et or dans trois rangées et une surface en pelouse naturelle depuis 1994. Depuis son ouverture, il a subi de nombreuses améliorations. En 1984, les dirigeants ont proposé d'ajouter un dôme au stade mais l'idée a été annulée en raison des coûts du projet. Un écran géant video "JumboTron" a été ajouté au-dessus de la rangée supérieure de la tribune sud en 1991. En 1994, le terrain de jeu en Astroturf a été remplacé par de la pelouse naturelle. Le Arrowhead Stadium a plusieurs agréments, y compris le Arrowhead Club, plus de 10 000 sièges de club et 80 suites de luxe.

## Événements
- NFL Pro Bowl, 20 janvier 1974 (66 918 spectateurs)
- Concert du Grateful Dead, le 1er juillet 1978
- Concerts des Jacksons (Victory Tour), les 6, 7 et 8 juillet 1984 devant 135.000 spectateurs
- Drum Corps International World Championship, 1988 et 1989
- Big 12 Championship Game, 2000, 2003, 2004 et 2006
- Border Showdown, 2007 et 2008
- Concerts de Taylor Swift (The Eras Tour), 7 et 8 juillet 2023
- Concert de Beyoncé (Renaissance World Tour), 1er octobre 2023

## Galerie

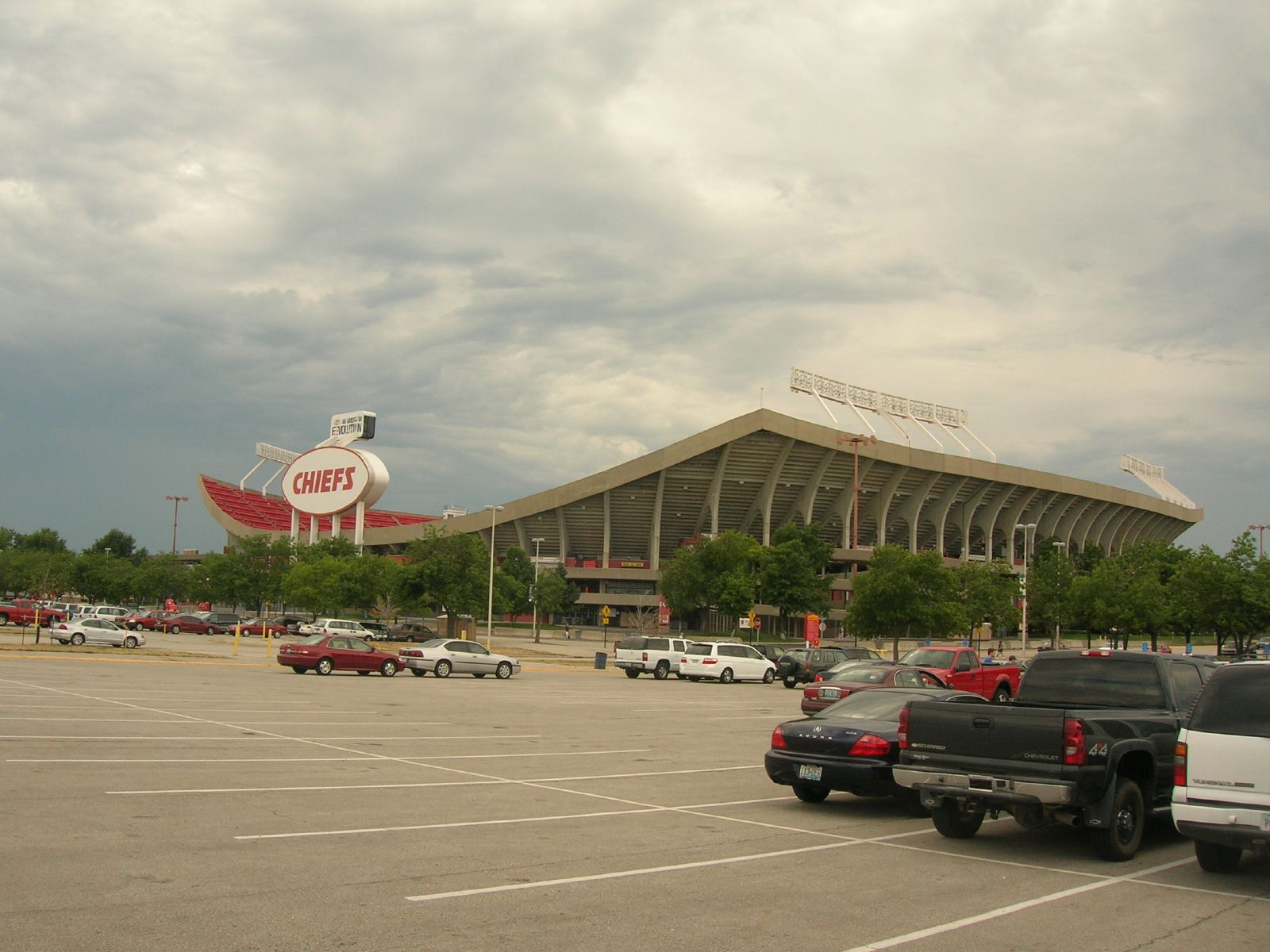
Vue extérieure
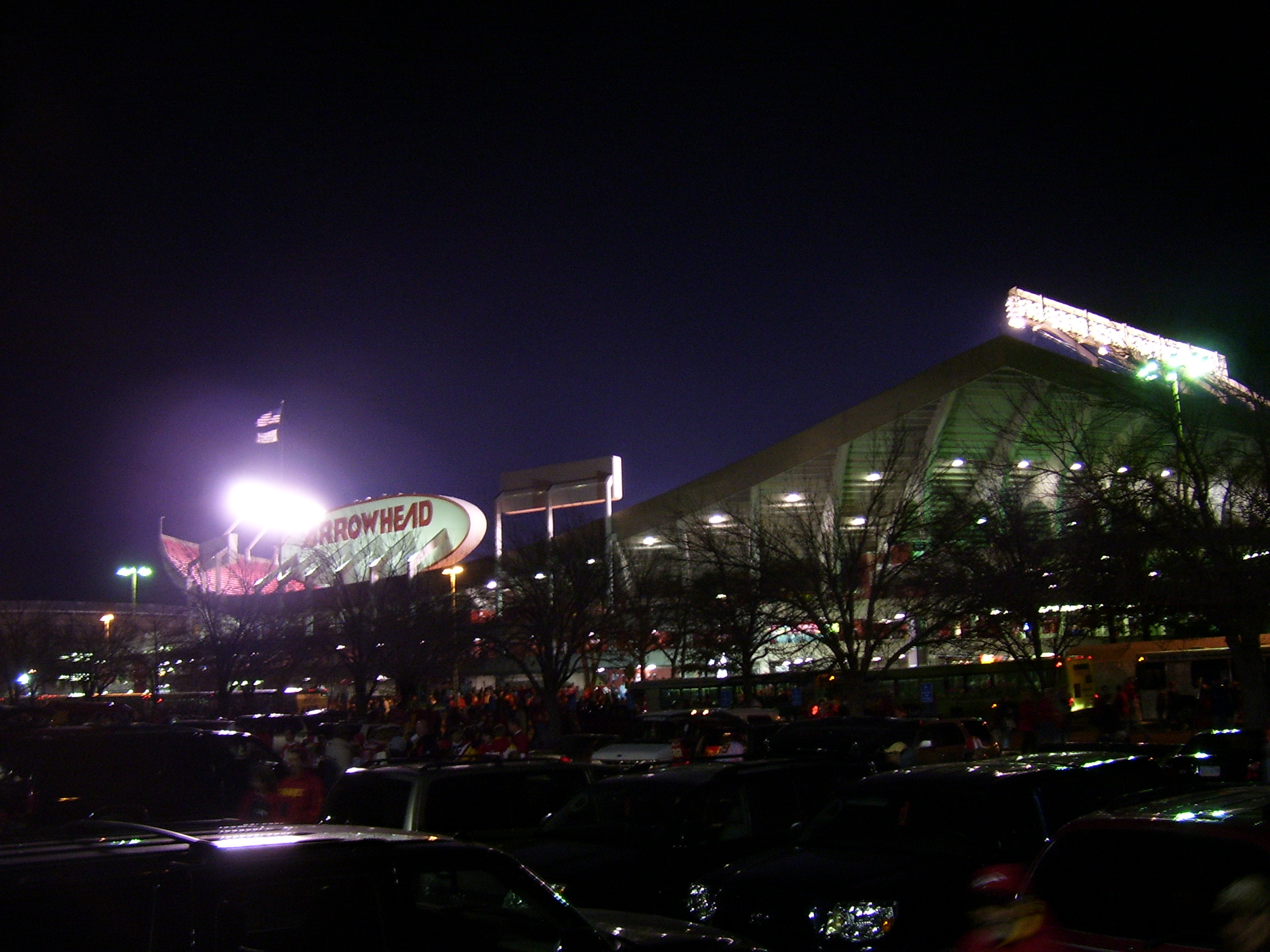
De nuit
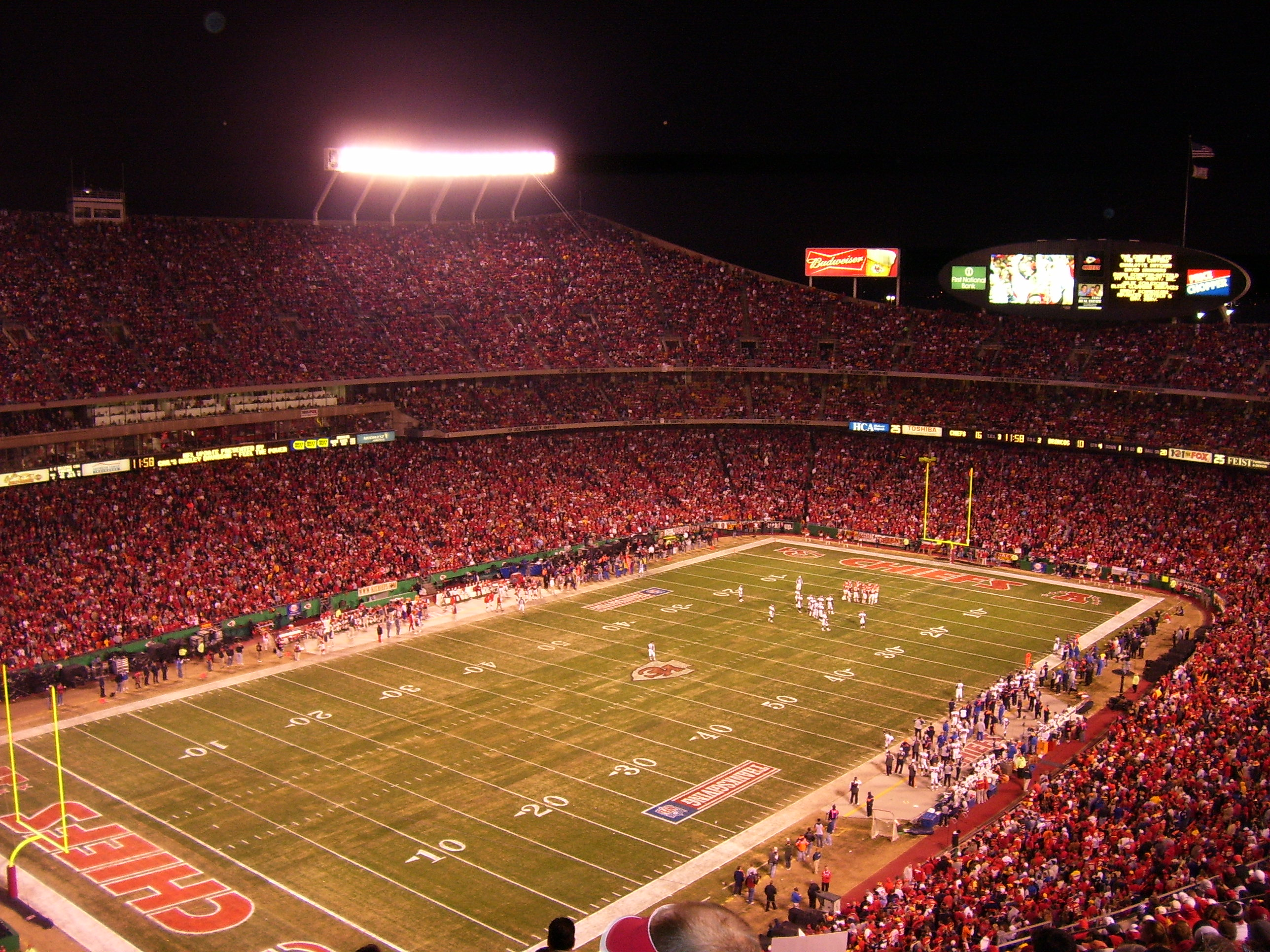
Vue intérieure
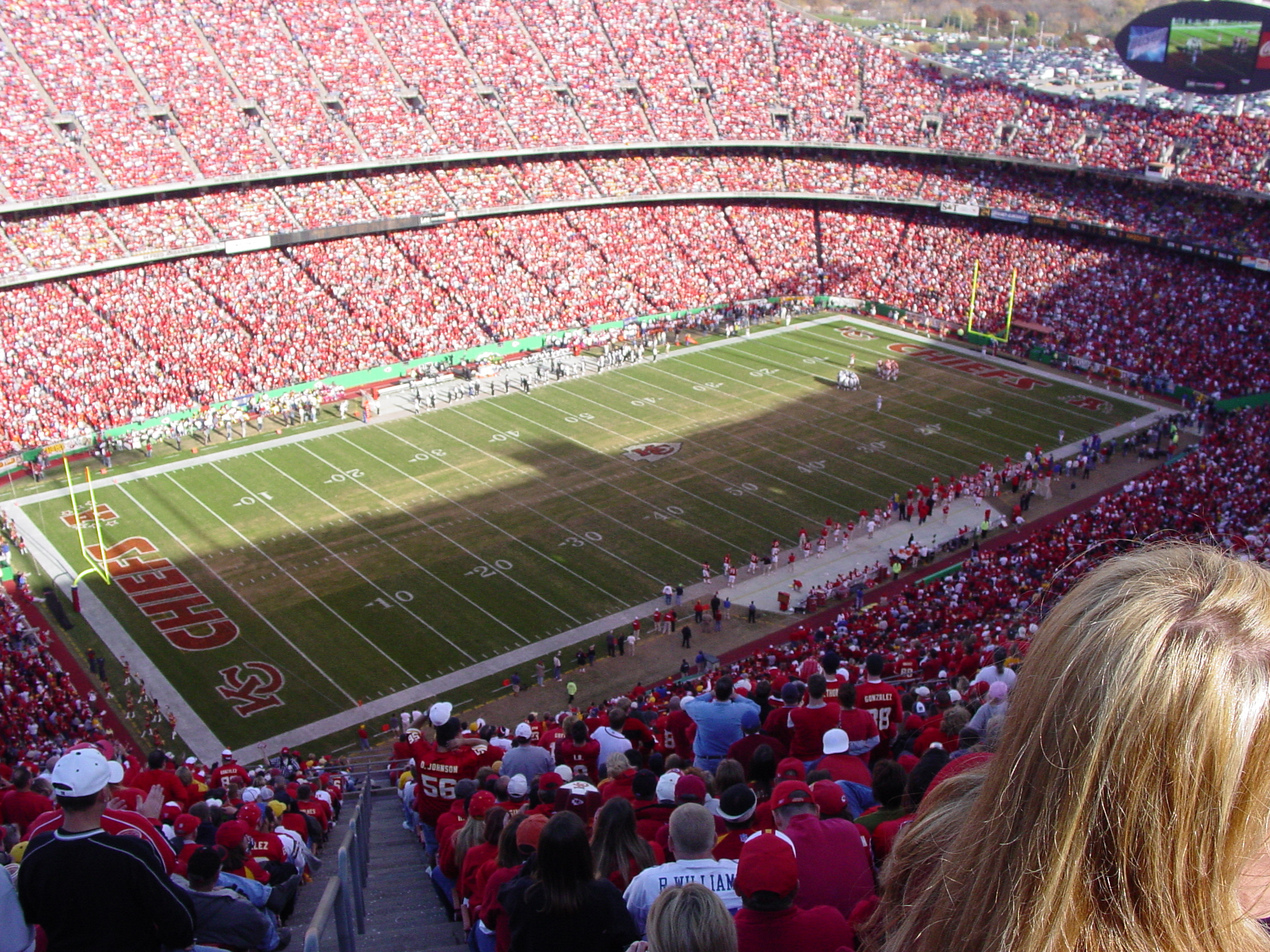
Un match des Chiefs
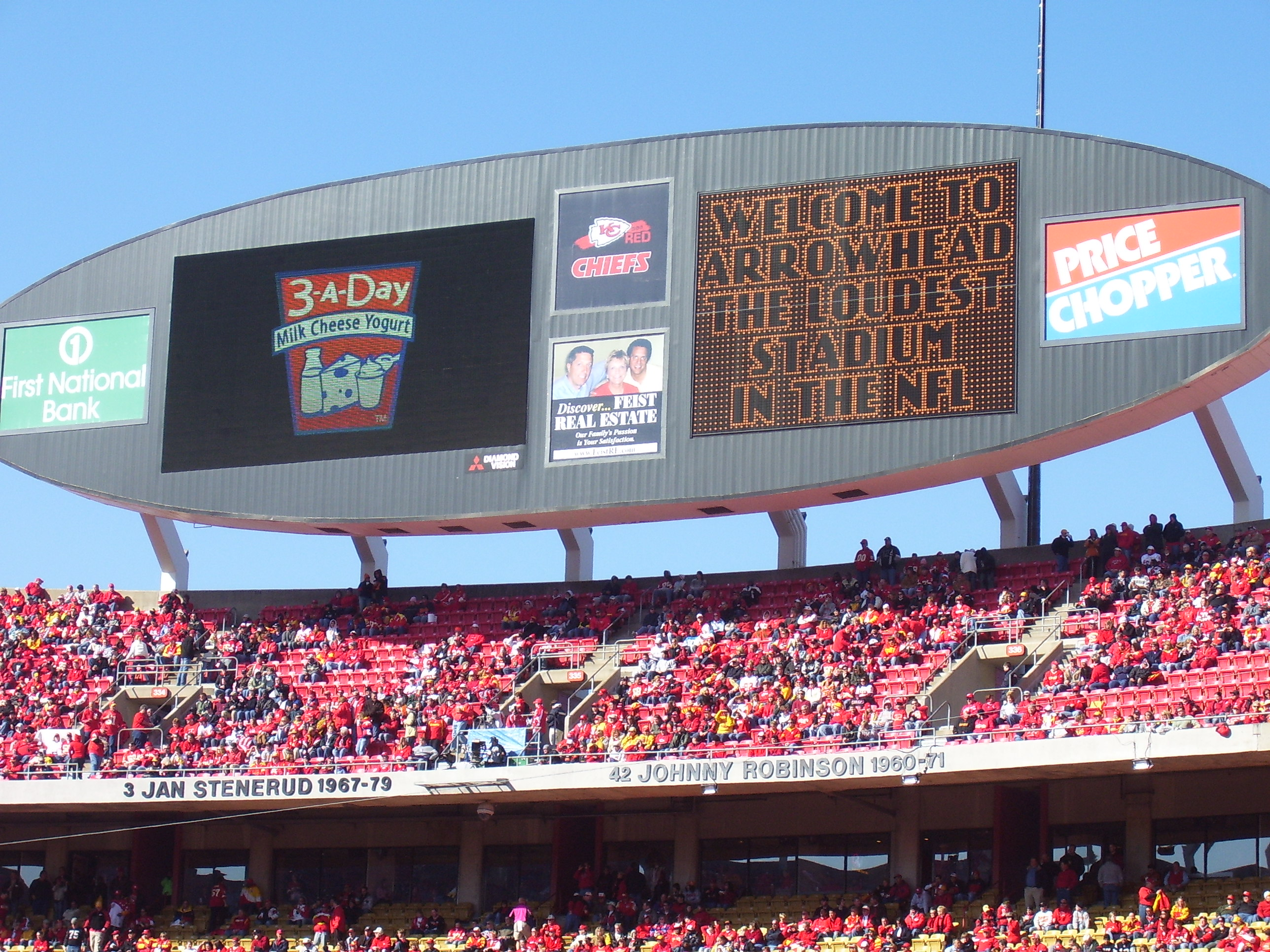
Tableau d'affichage
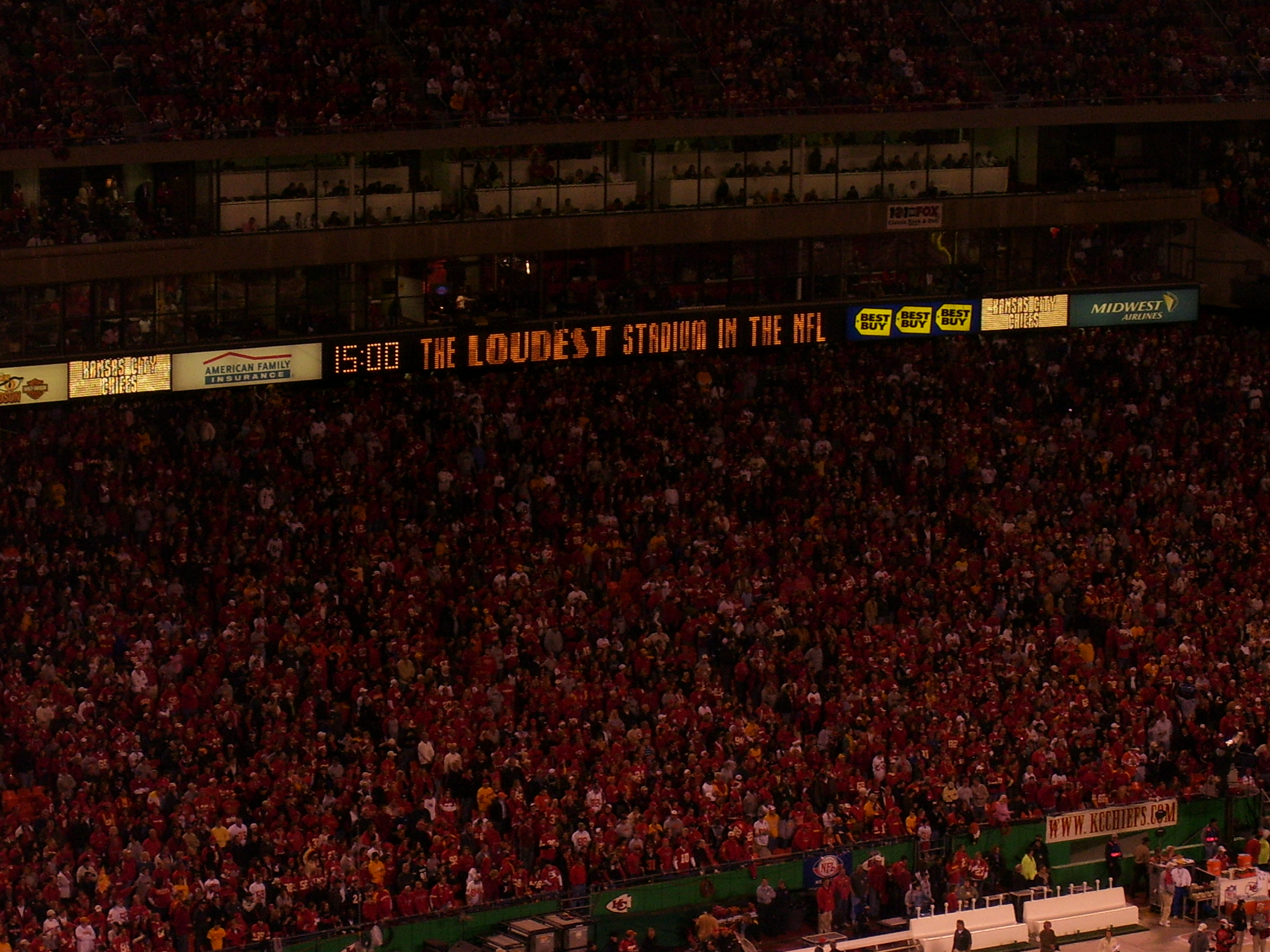
Les supporters
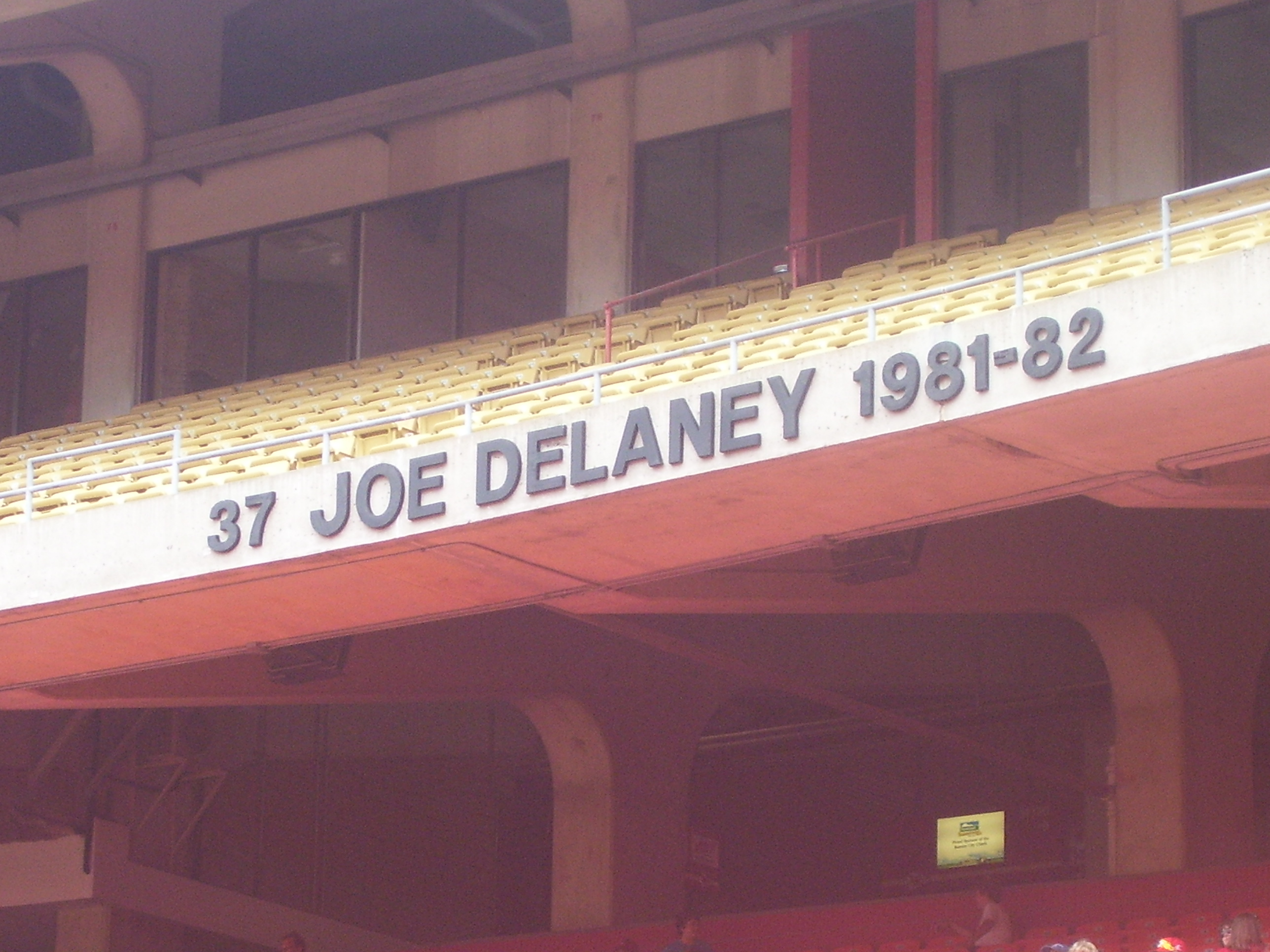
Joe Delaney Memorial
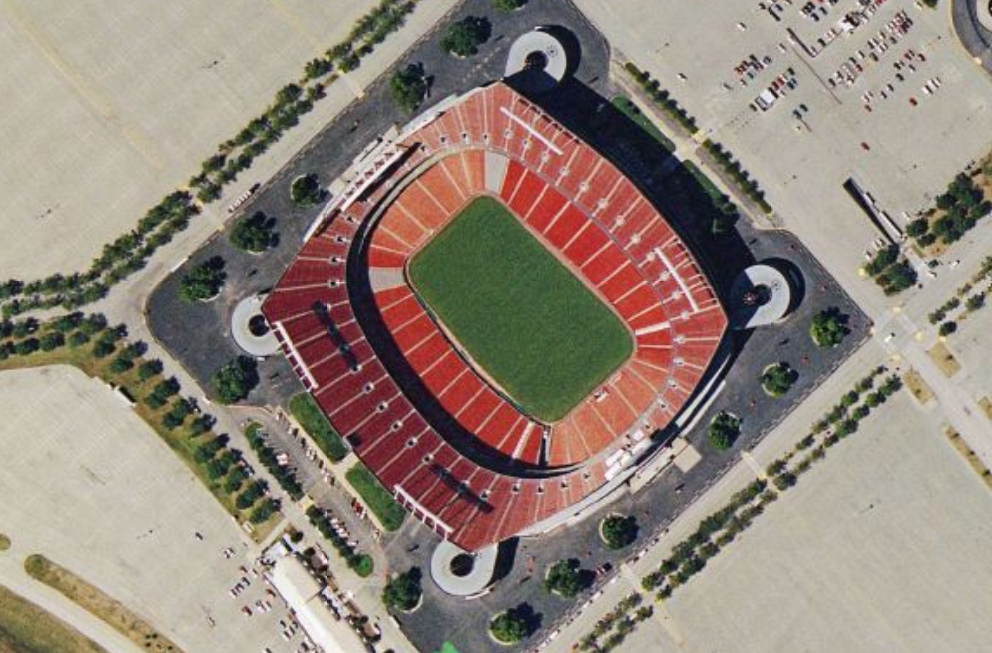
Image satellite
Ancien logo